# Rabah Saâdane

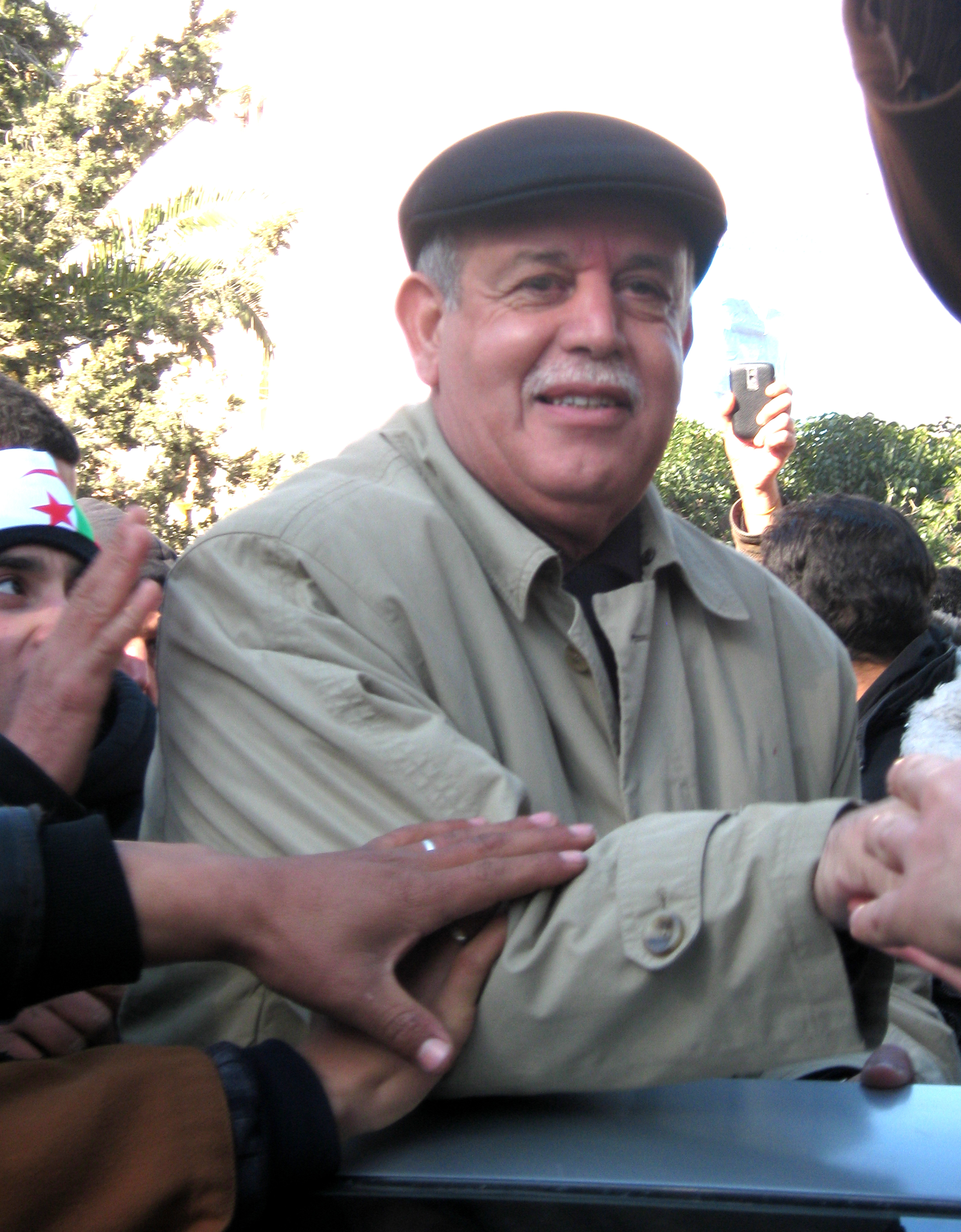
Rabah Saâdane (2009)

Rabah Saâdane (arabisch رابح سعدان, DMG Rābaḥ Saʿdān; * 3. Mai 1946 in Batna) ist ein algerischer Fußballtrainer und ehemaliger -spieler. Von 2007 bis 2010 betreute er zum wiederholten Male die Nationalelf seines Herkunftslandes, die sogenannten Fennecs („Wüstenfüchse“).

## Spielerkarriere
Schon kurz nach der algerischen Unabhängigkeit spielte Saâdane – anfangs als Stürmer, später meist im Mittelfeld – in der Ligaelf der AS Batna, einem der ältesten Fußballvereine der ehemaligen französischen Kolonie, für den er rund 150 Ligabegegnungen bestritt, 1968/69 für MO Constantine, anschließend drei Jahre bei der JS El Biar und 1972/73 bei USM Blida. Saâdane soll auch mehrfach für die Juniorennationalelf sowie einmal für Algerien A gespielt haben. Aufgrund der Verletzungen, die er bei einem Verkehrsunfall erlitten hatte, musste er seine Fußballstiefel bereits im Alter von 27 Jahren an den Nagel hängen. Er absolvierte im französischen Vichy erfolgreich die Trainerausbildung. Er erhielt sogar die Lizenz, Klubs der französischen Profiliga zu trainieren, wovon er allerdings keinen Gebrauch machte.

## Trainerlaufbahn
Nach ersten Stationen als Vereinstrainer bei JS El Biar und JSD Alger arbeitete Saâdane bis in die späten 1980er für die Fédération Algérienne de Football, wobei er für verschiedene Mannschaften zuständig war. 1979 führte er die algerische Juniorenauswahl zur U-20-Weltmeisterschaft nach Japan, wo seine Mannschaft sich erst im Viertelfinale den Argentiniern um einen gewissen Diego Maradona beugen musste. Gleichzeitig war er 1979 und erneut 1982 Assistenztrainer der Fennecs, bei Algeriens erster Weltmeisterschaftsteilnahme in Spanien im Team mit Mahieddine Khalef und Rachid Mekhloufi; dabei wurde auch Saâdane eines der Opfer des deutsch-österreichischen „Nichtangriffspakts von Gijón“. Vier Jahre später führte er Algerien, diesmal als Hauptverantwortlicher, souverän durch die Afrika-Qualifikation zur Weltmeisterschaftsendrunde nach Mexiko. Dort verlor sein Team allerdings gegen Brasilien und Spanien, erreichte auch gegen Nordirland nur ein Unentschieden und musste erneut nach der Vorrunde die Heimreise antreten. Bereits 1980 hatte er zudem die Auswahl des Landes beim olympischen Fußballturnier ins Viertelfinale geführt, und das offenbar auf durchaus hohem Niveau: ein Bericht der FIFA über die drei afrikanischen Olympiateilnehmer testierte den Algeriern unter anderem „gute Vorbereitung, eine ausgewogene Spielkultur und augenfällige Entwicklung“.
Anschließend trainierte Rabah Saâdane mehrere Vereinsmannschaften; mit Raja Casablanca gewann er 1988 den marokkanischen Landesmeistertitel und 1989 die Afrikameisterschaft. 1994/95 arbeitete er für den tunesischen Klub Étoile Sportive du Sahel, später in Saudi-Arabien und Anfang des 21. Jahrhunderts wieder in Algerien, u. a. bei USM Algier und ES Sétif, mit dem er 2007 die arabische Champions-League gewann.
Die sich im Oktober 2007 anschließende Berufung zum algerischen Nationaltrainer durch die FAF war bereits seine fünfte, nachdem er diese Funktion zwischenzeitlich zwei weitere Male (1999 sowie 2003 bis 2004) innegehabt und auch da die Fennecs bei einem Kontinentalturnier, der Afrikameisterschaft 2004, betreut hatte. Kurzzeitig trainierte er nebenbei auch noch die jemenitische Fußballnationalmannschaft. Die algerische Elf führte Rabah Saâdane, der aufgrund seiner ruhigen Art und der großen Erfahrung auch „Cheikh“ („Scheich“, arabisch شيخ) genannt wird, 2010 bis ins Halbfinale der Afrika- sowie, nach einem 1:0-Sieg im Entscheidungsspiel gegen Ägypten, auch zur Endrunde der Weltmeisterschaft in Südafrika. Vor diesem Erfolg über Ägypten motivierte er seine Spieler mit den Worten „In der Fußballgeschichte blieb vielen großen Spielern die Chance zur WM-Teilnahme verwehrt – ihr hingegen seid nur noch 90 Minuten davon entfernt.“ und fügte hinzu: „Ich selbst stehe am Ende meiner Karriere, und die möchte ich ehrenvoll abschließen […] Also gewinnt mir dieses Spiel, denn ihr seid dazu in der Lage.“
Nach dem sportlich wenig erfolgreichen Abschneiden der Fennecs in Südafrika und einer kurzen Bedenkzeit hat Saâdane gleichwohl seine Bereitschaft erklärt, den ausgelaufenen Vertrag mit der FAF zu verlängern, und unterschrieb für eine Fortsetzung bis einschließlich der Afrikameisterschaft 2012. Nachdem die Nationalelf allerdings Anfang September 2010 im ersten Qualifikationsspiel gegen Tansania nur ein Remis erreicht hatte, beendete Saâdane sein Engagement am folgenden Tag vorzeitig.
Seit Anfang 2011 war er Nationaltrainer des Jemen und arbeitete nebenbei als Berater für den französischen Fernsehsender Canal+. Im Dezember 2013 hat Saâdane als Nachfolger von Hubert Velud die Chefcoach-Position beim algerischen Erstligisten ES Sétif übernommen. Seine Amtszeit war von vornherein bis Juli 2014 befristet und er wurde planmäßig von seinem Co-Trainer Kheïreddine Madoui abgelöst.

## Palmarès als Trainer
- Weltmeisterschaftsteilnehmer: 1982 (als Assistent), 1986, 2010
- Olympiateilnehmer: 1980
- Teilnahme an der CAN-Endrunde: 1982, 2004, 2010
- Afrikameister der Vereinsmannschaften: 1989
- Arabienmeister der Vereinsmannschaften: 2007
- Marokkanischer Meister: 1988